# Przedmieście Dolne (Biecz)
Przedmieście Dolne – część miasta Biecz, położona na północnym wschodzie miasta, w rejonie ulicy Przedmieście Dolne.
Dawniej samodzielna gmina jednostkowa Biecz Vorstadt.